# Hell in a Cell (2020)
Hell in a Cell (2020) – gala wrestlingu wyprodukowana przez federację WWE dla zawodników z brandów Raw i SmackDown. Odbyła się 25 października 2020 w Amway Center w Orlando w stanie Floryda. Emisja była przeprowadzana na żywo za pośrednictwem WWE Network oraz w systemie pay-per-view. Była to dwunasta gala w chronologii cyklu Hell in a Cell.
Na gali odbyło się siedem walk, w tym jedna podczas pre-show. W walce wieczoru, Randy Orton pokonał Drew McIntyre’a w Hell in a Cell matchu zdobywając po raz dziesiąty WWE Championship zrównując się z Triple H’em w ilości zdobytych tytułów mistrza świata (obaj mają po 14 i są razem na trzecim miejscu pod względem ilości zdobytych tytułów mistrza świata). W karcie walk znalazły się również dwa inne Hell in a Cell matche; Roman Reigns pokonał Jeya Uso aby zachować Universal Championship, co było również pierwszyą walką „I Quit” rozgrywanym wewnątrz struktury Hell in a Cell oraz Sasha Banks pokonała Bayley zdobywając SmackDown Women’s Championship, kończąc tym samym rekordowe panowanie Bayley które trwało 380 dni oraz Banks została trzecią kobiecą Grand Slam Championką i czwartą kobiecą Triple Crown Championką.

## Produkcja
Hell in a Cell oferowało walki profesjonalnego wrestlingu z udziałem wrestlerów należących do brandów Raw i SmackDown. Oskryptowane rywalizacje (storyline’y) kreowane są podczas cotygodniowych gal Raw i SmackDown. Wrestlerzy są przedstawieni jako heele (negatywni, źli zawodnicy i najczęściej wrogowie publiki) i face’owie (pozytywni, dobrzy i najczęściej ulubieńcy publiki), którzy rywalizują pomiędzy sobą w seriach walk mających budować napięcie. Kulminacją rywalizacji jest walka wrestlerska lub ich seria.

### Wpływ COVID-19
W wyniku pandemii COVID-19, która zaczęła wpływać na branżę w połowie marca, WWE musiało zaprezentować większość swojego programu z zestawu bez udziału realnej publiczności. Początkowo programy telewizyjne Raw i SmackDown oraz pay-per-view odbywały się w WWE Performance Center w Orlando w stanie Floryda. Ograniczona liczba stażystów Performance Center oraz przyjaciół i członków rodzin wrestlerów została później wykorzystana jako publiczność na żywo. Pod koniec sierpnia programy WWE na Raw i SmackDown zostały przeniesione do bezpiecznej biologicznie bańki zwanej WWE ThunderDome, która odbywała się w Amway Center w Orlando. Wybrana publiczność na żywo nie była już wykorzystywana, ponieważ bańka pozwalała fanom uczestniczyć w wydarzeniach praktycznie za darmo i być widzianymi na prawie 1000 tablicach LED na arenie. Dodatkowo ThunderDome wykorzystał różne efekty specjalne, aby jeszcze bardziej wzmocnić wejścia wrestlerów, a dźwięk z areny został zmiksowany z chantami wirtualnych fanów.
Hell in a Cell miało pierwotnie odbyć się 1 listopada, ale zostało przeniesione na 25 października. Ta zmiana została podobno dokonana, gdy początkowa umowa rezydencyjna WWE z Amway Center wygasała 31 października. Zmiana daty wydarzenia została dokonana, zanim WWE przedłużyło ich umowę na pobyt do 24 listopada.

### Rywalizacje
Na Clash of Champions, Roman Reigns pokonał Jeya Uso i obronił Universal Championship po tym, jak kontuzjowany brat Jeya, Jimmy Uso, rzucił ręcznik, aby powstrzymać Reignsa przed wielokrotnym atakiem na Jeya i zmuszeniem go do uznania Reignsa za wodza plemiennego rodziny Anoa'i. Chociaż Jey odmówił, Jimmy niechętnie uznał Reignsa za wodza plemiennego po walce. Na następnym SmackDown, odbyła się uroczystość, by ukoronować panowanie Reignsa na wodza plemiennego. Reigns jednak odmówił nazwania go takim, ponieważ Jey nie uznał go, a Reigns zawołał Jeya na rozmowę. Po tym, jak Jey nadal spoglądał na Universal Championship, Reigns dał Jeyowi kolejną szansę na tytuł podczas Hell in a Cell. Jey zaakceptował wyzwnie. Walka została potwierdzona jako Hell in a Cell match  następnego dnia. W następnym tygodniu, Reigns stwierdził, że chciałby usłyszeć, jak Jey mówi „I Quit”, zmieniając stypulację na Hell In A Cell „I Quit” match. 23 października, po tym, jak Uso oszukał Reignsa, co spowodowało, że Jey zaatakował Reignsa, Reigns oświadczył, że po tym, jak sprawi, by Jey powiedział „I quit”, Jey i Jimmy będą musieli przyjąć rozkazy i uznać Reignsa za wodza plemienia lub Usos i ich najbliższa rodzina zostaną wygnani z rodziny Anoa'i.
Na SummerSlam, Drew McIntyre pokonał Randy’ego Ortona, i obronił WWE Championship. Orton wywalczył sobie rewanż o tytuł na Clash of Champions, gdzie McIntyre zachował tytuł po raz kolejny, tym razem w Ambulance Matchu. Podczas tej walki kilka legend, które Orton zaatakował w ciągu ostatnich kilku miesięcy, powróciło, by zemścić się na Ortonie, w tym Big Show, Christian, Shawn Michaels i Ric Flair, który kierował karetką. Chociaż McIntyre świętował z legendami na następnym Raw, Orton zaatakował wszystkie legendy na backstage’u w ich prywatnym salonie przed końcem odcinka. W następnym tygodniu Orton wyzwał McIntyre’a na pojedynek Hell in a Cell o tytuł, który McIntyre zaakceptował.
Na Payback, Bayley i Sasha Banks przegrały WWE Women’s Tag Team Championship. Na kolejnym SmackDown nie udało im się odzyskać tytułów. Po walce Bayley brutalnie potraktowała Sashę Banks, tym samym ta druga przeszła face turn. Po tym, jak Bayley zachowała swoje mistrzostwo kobiet na SmackDown przez dyskwalifikację na Clash of Champions, pojawiła się Banks i zaatakowała Bayley stalowym krzesłem. Na kolejnym SmackDown, Banks rzuciła wyzwanie Bayley o tytuł w następnym odcinku. Banks wygrała kolejną walkę przez dyskwalifikację po tym, jak Bayley zaatakowała ją stalowym krzesłem. W segmencie na backstage’u Banks wyzwała Bayley na kolejną walkę o SmackDown Women’s Championship na Hell in a Cell w tytułowej strukturze, co zostało potwierdzone następnego dnia.
W maju, Jeff Hardy brał udział w rywalizacji z Sheamusem, podczas której ten ostatni próbował wykorzystać przeszłe problemy Hardy’ego z alkoholem. Podczas odcinka 29 maja na odcinku SmackDown, Sheamus wrobił Hardy’ego, który został aresztowany po tym, jak rzekomo wjechał swoim samochodem w Eliasa będąc pod wpływem. To również wykluczyło Eliasa z akcji na pięć miesięcy. Hardy i Elias zostali później przeniesieni do Raw podczas draftu 2020. 12 października na odcinku Raw, gdzie Elias wrócił i zaatakował Hardy’ego, kosztując go walkę, wierząc, że Hardy nie został wrobiony i faktycznie uderzył go swoim samochodem. W następnym tygodniu, po segmencie muzycznym Eliasa, Hardy (przebrany za jednego z członków zespołu Eliasa) próbował zaatakować Eliasa, któremu udało się uciec. W wywiadzie za kulisami Elias wyzwał Hardy’ego na oficjalny pojedynek singlowy podczas Hell in a Cell.
Na początku września, The Miz i John Morrison próbowali ukraść kontrakt Money in the Bank Otisa, który wygrał na gali Money in the Bank w maju, ale nie udało im się to wielokrotnie. Miz następnie przekonał kierownictwo do wymiany dziewczyny Otisa, Mandy Rose na Raw, jako sposobu na „pomoc Otisowi”, aby mógł skupić się na wykorzystaniu kontraktu, jednak po zniewagach, Otis zaatakował Miza i Morrisona. Następnie Miz zagroził, że złoży pozew przeciwko Otisowi, jeśli nie zrezygnuje z kontraktu Money in the Bank. Otis, wspierany przez swojego kolegę z zespołu tag team Heavy Machinery, Tuckera, oświadczył, że nie zrezygnuje z kontraktu. Podczas draftu 2020, Otis pozostał na SmackDown, podczas gdy Tucker, Miz i Morrison zostali przeniesieni na Raw. Pomimo tego, że został powołany do oddzielnych brandów proces w sprawie umowy Money in the Bank rozpoczął się 23 października na odcinku SmackDown, a sędzią był legenda WWE John „Bradshaw” Layfield (JBL). Po rozprawie JBL początkowo orzekł na korzyść Otisa, jednak Miz dostarczył dowody w ostatniej chwili (przekupstwo), w związku z czym JBL zmienił swoje orzeczenie na korzyść Miza i nakazał, aby Otis bronił jego kontraktu Money in the Bank przeciwko Mizowi na Hell In A Cell.

## Wyniki walk
| Nr                                                                   | Wyniki                                                          | Stypulacje                                                 | Czas  |
| -------------------------------------------------------------------- | --------------------------------------------------------------- | ---------------------------------------------------------- | ----- |
| 1P                                                                   | R-Truth (c) pokonał Drew Gulaka                                 | Singles match o WWE 24/7 Championship                      | 5:25  |
| 2                                                                    | Roman Reigns (c) (z Paulem Heymanem) pokonał Jeya Uso           | Hell in a Cell „I Quit” match o WWE Universal Championship | 29:20 |
| 3                                                                    | Elias pokonał Jeffa Hardy’ego przez dyskwalifikację             | Singles match                                              | 7:50  |
| 4                                                                    | The Miz (z Johnem Morrisonem) pokonał Otisa (MITB) (z Tuckerem) | Singles match o kontrakt Money in the Bank                 | 7:25  |
| 5                                                                    | Sasha Banks pokonała Bayley (c) poprzez submission              | Hell in a Cell match o WWE SmackDown Women’s Championship  | 26:35 |
| 6                                                                    | Bobby Lashley (c) pokonał Slapjacka poprzez submission          | Singles match o WWE United States Championship             | 3:50  |
| 7                                                                    | Randy Orton pokonał Drew McIntyre’a (c)                         | Hell in a Cell match o WWE Championship                    | 30:35 |
| (c) – mistrz/mistrzyni przed walkąP – walka miała miejsce w pre-show |                                                                 |                                                            |       |